# 台湾省商会連合会事務所襲撃事件
台湾省商会連合会事務所襲撃事件（たいわんしょうしょうかいれんごうかいじむしょしゅうげきじけん）とは、1967年2月13日にアメリカ占領下の沖縄の那覇市で発生した中華民国の商務代表部に対する襲撃事件。

## 事件の概要
1967年2月13日午後1時55分頃、那覇市にある台湾省商会連合会事務所（正式名称：中華民国台湾省商会連合会駐琉球商務代表事務所）に賊7人が乱入、「代表を出せ、たたき殺してやる」と叫び、中華民国人事務員を袋叩きにして打撲傷を負わせた。その後、テーブルや窓ガラスを叩き割るなど事務所内を荒らしまわり、「台湾省商務会事務所粉砕」の垂れ幕を下ろした後、逃走した。その後琉球警察は琉球大学のサークル「中国語研究会」のメンバー等9人を逮捕した。

## 事件の動機
中華民国台湾省商会連合会事務所は、当時の沖縄県地域における中華民国経済団体の出先機関で、貿易関係の事務のほかに査証の発行などの領事事務も行っていた。
当時、台湾バナナの輸入は特定の窓口を通じて行われており、新規参入をめぐって水面下で暗闘が繰り広げられていた。琉大中国語研究会は、台湾バナナ輸入問題について中華民国当局を度々非難しており、中華民国台湾省商会連合会事務所代表についても名指しで攻撃していた。事件当日の午前にも「不正利得を図る政財界人・華商を葬れ」と題するビラが那覇市内の電柱に貼られていた。